# Gato de guarda

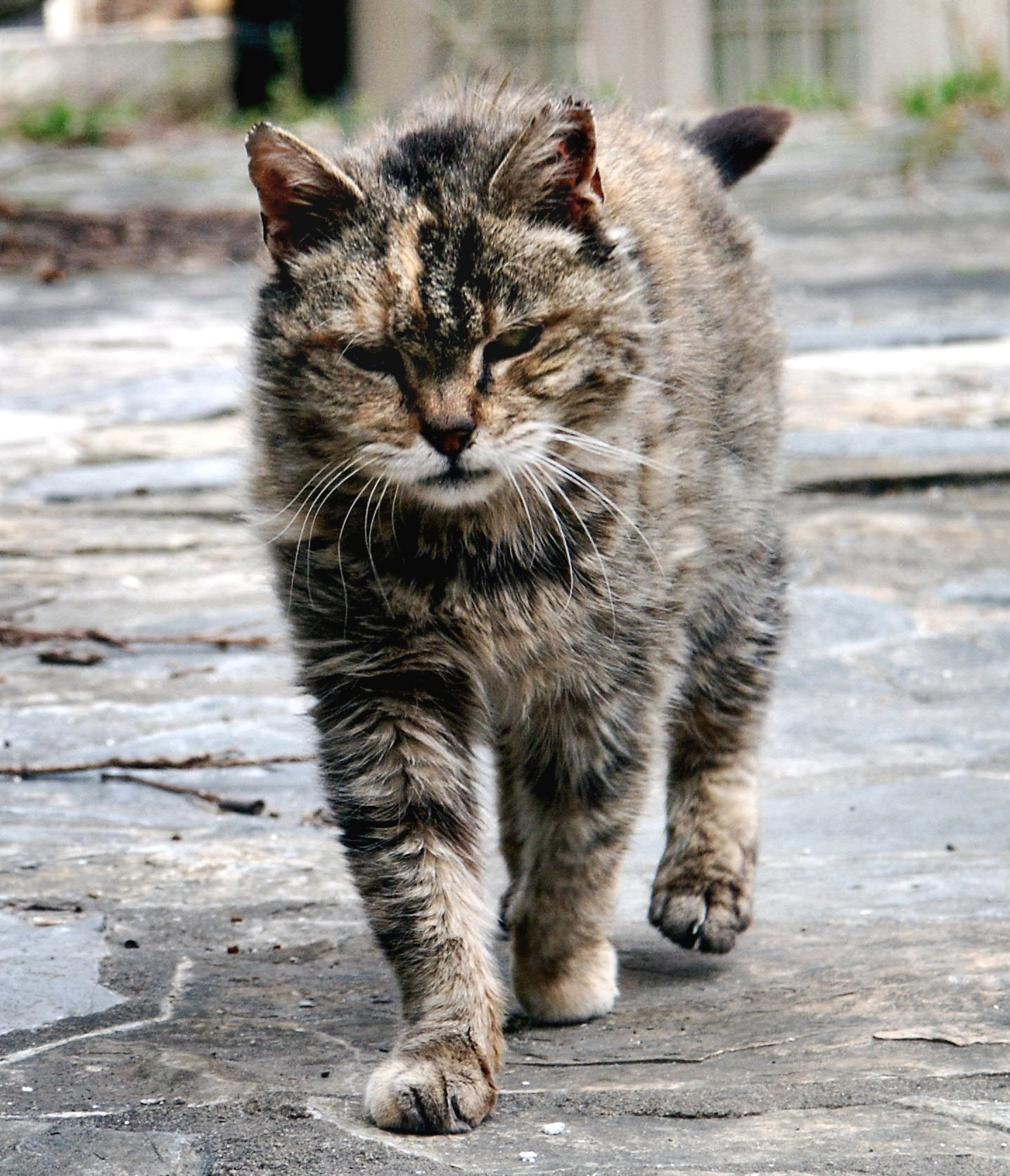
Um gato de guarda/fazenda mostrando efeitos de uma vida difícil.

Gato de guarda, gato vigia, gato de rua ou ainda gato de fazenda é a denominação de gatos da espécie gato doméstico que atuam na guarda e vigia de fazendas, numa relação de comensalismo com os humanos.

## Descrição
Evidências arqueológicas indicam que as primeiras domesticações de gatos foram motivadas pela necessidade humana de guardar os estoques de grãos, entre outros bens, de pragas e roedores. Gatos de fazenda, também conhecido como gatos de celeiro, ainda são mantidos para evitar a proliferação de parasitas e outros invasores indesejáveis em chácaras e fazendas, que prejudiquem as plantações e criação de outros animais, além de proteger os estoques já mantidos.

## Características
Embora os gatos de fazenda possam ter um temperamento mais selvagem do que os gatos domésticos, eles podem ser tratados como os gatos e adquirir seus sustentos exclusivamente do seu trabalho na redução de roedores e pássaros. Devido este fato, junto a falta garantias de alimentação, e a necessidade de esforço físico de sua parte, tendem a serem gatos mais magros do que os seus homólogos.
Se a população de gatas adultas fêmea de uma fazenda for suficientemente elevada (cerca de 3-6 fêmeas de reprodução, dependendo da localização) a sua população pode ser autossustentada por vários anos. As fêmeas estabelecem moradas permanentes em celeiros ou outras estruturas, especialmente se eles são alimentados e abrigados lá. Machos quase sempre deixam as fêmeas permanentemente, só retornando para acasalar. Isso pode levar a endogamia, como o retorno descendência masculina para impregnar suas mães. A castração é uma medida efetiva para evitar ninhadas indesejadas e endogamia.
Em áreas com elevado número de predadores, as populações de gato de celeiro muitas vezes se tornam extinta. Eles podem ser atacados por guaxinins, corujas, coiotes, e outros animais que se alimentam de criaturas de seu tamanho. No passado, os agricultores controlavam sua população de gatos com a venda de gatos para organizações científicas ou médicas. Atualmente são empregados como guarda, mas fora do ambiente bucólico, atuando também em depósitos e indústrias.